# Jugerum
Jugerum er en måleenhed for areal brugt i det gamle Rom. 1 jugerum er cirka ½ tønde land, og 500 jugera er således omtrent 125 hektar.